# 英航城市飛行者
英航城市飞行者（英文：BA CityFlyer）是英国航空全资拥有的子公司，总部位于英格兰曼彻斯特。英航城市飞行者运营英国国内和欧洲的航线，以伦敦城市机场作为枢纽机场。从2016年开始，英航城市飞行者开始在伦敦斯坦斯特德机场營運多條航線。而2017年开始，其开始运营从曼彻斯特、伯明翰和布里斯托出发的航线，这意味着英国航空重新回到阔别大约10年之久的地区。英航城市飞行者的所有航线都以其母公司英国航空的色彩、标志和航班号来运营。

## 機隊
截至2017年3月，英航城市飛行者擁有以下飛機：
| 機型          | 服役中 | 訂購中 | 載客量 |
| ------------- | ------ | ------ | ------ |
| Embraer E-190 | 22     | 2      | 98     |
| 總計          | 22     | 2      |        |